# 安東貞美
安東貞美（日语：／ Andō Sadayoshi/Teibi/Sadami，1853年9月21日—1932年8月29日），飯田藩（今長野縣）出身。曾任日本陸軍士官學校校長，1915年以陸軍大將身分，前往台灣擔任台灣總督，為台灣日治時期第6任總督，成立「台灣勸業共進會」，開始開發太平山、八仙山，及宜蘭線、屏東線鐵路的開工。曾編修《台灣列紳傳》，任內爆發西來庵事件。

## 生平
安東貞美乃信濃飯田藩槍術師範安東辰武的三子，祖父菅沼政治為松本藩槍術師範。1870年（明治3年）12月進入大阪陸軍兵學寮，1872年（明治5年）6月畢業，翌年5月 成為陸軍少尉，1874年（明治7年）11月晉升為陸軍中尉。1876年（明治9年）8月任命為東京鎮台歩兵第1連隊中隊長輔佐，1877年（明治10年）3月、編入征討別働第2旅團，加入西南戰争。1884年（明治17年）2月任陸軍士官学校教官，1891年（明治24年）4月升任步兵中佐，1893年（明治26年）8月7日就任陸軍戶山學校校長，1896年（明治29年）9月28日就任陸軍士官學校校長。 1898年（明治31年）10月1日升陸軍少將，就任台灣守備混成第2旅團長。1899年（明治32年）8月26日轉任步兵第19旅團長，1904年（明治37年）3月於日俄戰爭中出征，1905年（明治38年）1月15日升任陸軍中將。1907年（明治40年）被授與男爵位列華族，1915年（大正4年）1月25日進陸軍大將，同年5月1日於佐久間左馬太之後任台灣總督，為台灣日治時期第6任總督。
但一甫到任就發生西來庵事件（1915年6月6日），臺南西來庵的廟務人員余清芳、羅俊、江定借齋教與王爺信仰名義，揚言五福王爺神諭，組成「大明慈悲國」，煽動信徒兩千人武力起事，是臺灣人第一次以宗教力量抗日的事件，亦是武力抗日規模最大、歷時最長的一次。事件後，安東貞美總督在會議時曾說：「義和團之亂已經是十幾年前清國的事情，為何今日臺灣還有此類的暴動？盲從暴動者至少也該知道，迷信是不能依賴的。這不只是我們統治的失敗，亦是教育的失敗。」西來庵事件是漢人大規模武裝抗日的結束，臺灣漢人從此透過政治運動展開爭取民權。

## 外部連結
- Wendel, Marcus. . Governor-Generals of Taiwan.   [2013-11-12]. （原始内容存档于2020-06-23）.

| 前任： 佐久間左馬太 | 台灣總督兼台灣守備隊司令官 （即台灣軍司令官） 1915年5月1日—1918年6月6日 | 繼任： 明石元二郎 |